# 布奧塔馬河
布奧塔馬河是俄羅斯的河流，屬於勒拿河的右支流，由薩哈共和國負責管轄，河道全長418公里，流域面積約12,600平方公里，發源自阿爾丹山原，河水主要來自融雪和雨水。